# کلیسای استپان مقدس، وغوهی
کلیسای استپان مقدس، وغوهی (ارمنی: Սուրբ Ստեփանոս եկեղեցի (Ողոհի)؛ انگلیسی: St. Stephen) یک کلیسا متعلق به کلیسای حواری ارمنی واقع در شهر وغوهی، جمهوری خودمختار نخجوان جمهوری آذربایجان می‌باشد. ساخت و ساز این ساختمان در سال میلادی؛ به پایان رسید. این بنا به سبک معماری ارمنی طراحی شده‌است.